# Национальный регистр доноров костного мозга имени Васи Перевощикова
Национальный регистр доноров костного мозга имени Васи Перевощикова (Национальный РДКМ) — российская медицинская НКО, благотворительный фонд, созданный для помощи больным, нуждающимся в пересадке костного мозга (гемопоэтических стволовых клеток) от неродственного донора. Национальный РДКМ создан на базе благотворительного фонда «Русфонд» с целью поддержки, ведения и развития регистра (базы данных) потенциальных доноров костного мозга, популяризации донорства в России и мире.
Национальный РДКМ с помощью акций, проводимых по всей стране, при участии СМИ, медучреждений и других НКО занимается привлечением потенциальных доноров костного мозга, объединяя их данные в одну базу. Национальный РДКМ представляет собой объединённую сеть региональных регистров и включает Приволжский регистр доноров костного мозга, Южный регистр доноров костного мозга, Сибирский регистр доноров костного мозга, Карельский регистр неродственных доноров гемопоэтических стволовых клеток, Башкирский регистр доноров костного мозга.

## Задачи Национального РДКМ
- пропаганда донорства костного мозга;
- привлечение добровольцев в регистр, организация их HLA-типирования;
- хранение и защита данных потенциальных доноров;
- организация поиска и активации доноров в стране и мире;
- доставка трансплантата в клинику;
- оплата всех этапов трансплантации из средств, привлечённых «Русфондом».

## История создания
29 октября 2010 года «Русфонд» совместно со швейцарской часовой фирмой Hublot провел акцию с участием Диего Марадоны. На крыше московского ЦУМа Марадона забил пять голов, тем самым заработав $500 тыс. на создание в Институте детской гематологии и трансплантологии им. Р. М. Горбачевой регистра (базы данных) доноров костного мозга.
В 2013 году «Русфонд» подписал договор с Санкт-Петербургским государственным медицинским университетом (СПбГМУ) имени академика И. П. Павлова — о сотрудничестве в организации регистра доноров костного мозга на базе подведомственного ему НИИ им. Р. М. Горбачевой. Тогда же «Русфонд»  и НИИ им. Р. М. Горбачевой запустили программу «Регистр против рака» (позднее — «Русфонд.Регистр») — для организации сбора пожертвований на создание и деятельность регистра.
В 2015 году этот проект получил имя Васи Перевощикова — десятилетнего подопечного «Русфонда», больного лейкозом. В декабре 2014 года историю Васи рассказали на Первом канале в сюжете о необходимости создания национального регистра доноров костного мозга — в итоге было собрано 96 миллионов рублей. Вася Перевощиков умер в феврале 2015 года, не дождавшись подходящего донора в России — на поиски за рубежом уже не было времени. Собранные благодаря сюжету о нем средства пошли на развитие регистра и лечение одиннадцати детей.
К 2016 году «Русфонд» финансировал уже восемь региональных регистров: НИИ имени Р. М. Горбачевой (Санкт-Петербург), Челябинской областной станции переливания крови, Самарской областной клинической станции переливания крови, Станции переливания крови Ростовской области, Института фундаментальной медицины и биологии Казанского (Приволжского) федерального университета, Свердловской областной клинической больницы № 1 и Областной детской клинической больницы (Екатеринбург), Югорского НИИ клеточных технологий с банком стволовых клеток (Ханты-Мансийск). Также в 2016 году сотрудники «Русфонда» посетили ФРГ, где ознакомились с методом более точного и дешёвого HLA-типирования доноров по технологии NGS (Next generation sequencing). Однако НИИ им. Р. М. Горбачевой от использования этой технологии отказался.
13 апреля 2017 года «Русфонд» и Казанский федеральный университет (КФУ) подписали договор о реализации совместного социально-ориентированного проекта по развитию российского Национального регистра доноров костного мозга. Одним из пунктов соглашения было внедрение NGS-технологий для HLA-типирования потенциальных доноров костного мозга и включения их данных в базу Национального РДКМ.
31 августа 2017 года НКО «Национальный регистр доноров костного мозга имени Васи Перевощикова» была зарегистрирована в Минюсте.

## Деятельность
Национальный РДКМ — самый быстрорастущий регистр доноров костного мозга в России. По состоянию на 8 декабря 2022 года в Национальном РДКМ состояло 73 816 потенциальных доноров, было проведено 108 пересадок костного мозга от неродственных доноров из регистра, для 44 российских пациентов были найдены доноры за рубежом.

### 2018 год
19 апреля 2018 года в Минюсте было зарегистрировано совместное предприятие «Русфонда» и КФУ — автономная некоммерческая организация «Приволжский регистр доноров костного мозга». 12 сентября 2018 года «Русфонд» и КФУ открыли первую в России лабораторию, осуществляющую типирование потенциальных доноров по технологии NGS, мощностью до 25 тыс. в год. В том же сентябре запущена Информационная система Национального регистра доноров костного мозга им. Васи Перевощикова — программное обеспечение, позволяющее врачам, у которых есть логин и пароль, искать доноров в базе Национального РДКМ. В этом же году Национальный РДКМ заключил договор о сотрудничестве с медицинской компанией «Инвитро» — с 1 октября 2018 года в российских лабораториях «Инвитро» стало возможным добровольно вступить в регистр, сдав кровь. Также в октябре 2018 года у Национального РДКМ появилось свое издание — информационный бюллетень «Кровь 5». 13-14 ноября в Казани была проведена первая Всероссийская конференция с международным участием «Регистры доноров костного мозга: сегодня и завтра».
В 2018 году Национальный РДКМ им. Васи Перевощикова, согласно годовому отчету «Русфонда» привлек 13 589 потенциальных доноров костного мозга.

### 2019 год
В 2019 году Национальный РДКМ им. Васи Перевощикова стал сам искать и активировать доноров в России (раньше это делали только сами врачи), а также организовывать доставку трансплантатов в клиники. В этом же году НРДКМ заключил договор с Центром молекулярной диагностики (CMD) Центрального НИИ эпидемиологии Роспотребнадзора. Сдать кровь и присоединиться к регистру в любой лаборатории CMD можно с 10 июня 2019 года. В ноябре 2019 года стартовал просветительский проект «Совпадение» — экспедиция НРДКМ по 100 городам России. Целью проекта была популяризация донорства костного мозга в России. Сотрудники РДКМ посетили в рамках проекта пять федеральных округов: Центральный, Южный, Приволжский, Уральский и Сибирский. Также в 2019 году «Русфонд» создал три региональных регистра: Сибирский РДКМ в Новосибирске (совместно с Новосибирским национальным исследовательским государственным университетом), Южный РДКМ в Ростове-на-Дону (при поддержке Станции переливания крови Ростовской области), Башкирский РДКМ в Уфе (совместно с Республиканским медико-генетическим центром и Республиканской станцией переливания крови).
В 2019 году база Национального РДКМ пополнилась на 25 086 потенциальных доноров.

### 2020 год
12–13 марта «Русфонд» и Национальный РДКМ провели вторую Всероссийскую конференцию «Регистры доноров костного мозга: сегодня и завтра». В 2020 году Национальный РДКМ стал членом Всемирной ассоциации доноров костного мозга (WMDA), таким образом получив доступ к донорской базе из 39,5 млн человек из 55 стран. В сентябре 2020 года впервые за время пандемии СOVID-19 в России в Морозовской больнице была проведена пересадка костного мозга от зарубежного донора. Доставку трансплантата в условиях карантина организовала медицинская дирекция Национального РДКМ. С 2020 года НРДКМ участвует в организации и финансировании родственных трансплантаций костного мозга.
В 2020 году к регистру присоединились 11 083 потенциальных донора (годовой отчет «Русфонда»).

### 2021 год
В 2021 году Национальный РДКМ запустил курсы «Школа рекрутинга». В «Школе» волонтёры и популяризаторы донорства костного мозга из регионов России учились у сотрудников НРДКМ организовывать и проводить акции по привлечению потенциальных доноров костного мозга.
В 2021 году НРДКМ стал массово использовать технологию выделения ДНК из буккального эпителия (внутренняя сторона щеки) и подписал соглашение с Почтой России: желающий стать потенциальным донором должен заполнить заявку, получить письмо с документами и материалами, сделать буккальный мазок и сдать пакет с биоматериалами в любое отделение Почты. Доставку таких конвертов в Казань (Приволжский РДКМ) взяла на себя почта России. Главным событием года для Национального РДКМ стало включение его доноров в международную базу WMDA: данные потенциальных доноров из регистра стали доступны для поиска по всему миру.
В 2021 году Национальный РДКМ отчитался о привлечении 15 269 потенциальных доноров.

### 2022 год
Трансплантаты от доноров из базы Национального РДКМ впервые в истории регистра были пересажены пациентам за рубежом: в Австралии, в Греции и дважды в Германии. За три квартала года НРДКМ привлёк почти 11 826 потенциальных доноров костного мозга.

## Гранты
2017 год — грант президента РФ на развитие Национального РДКМ.
2018 год — грант президента РФ на издание интернет-журнала для потенциальных доноров костного мозга «Кровь5».
2019 год — грант на проект «Совпадение. Экспедиция доноров костного мозга», направленный на популяризацию донорства костного мозга в 45 регионах РФ; президентский грант на проект «Академия донорства костного мозга»; грант мэра Москвы на проект «Спаси жизнь – стань донором костного мозга»; грант Департамента труда и социальной защиты населения Москвы «Москва – добрый город» с информационной кампанией по популяризации донорства костного мозга «Столица близнецов».
2020 год — грант президента РФ в 70 млн рублей на развитие Национального РДКМ.
2021 год — грант в конкурсе «Москва – добрый город» на проект «Важен каждый» по привлечению москвичей в Национальный РДКМ.
2022 год — президентский грант на организацию проекта «Доставка жизни» по поиску доноров костного мозга для 200 больных.

## Партнёры Национального РДКМ

### Региональные регистры
Данные на 14 декабря 2022 года:
- Приволжский регистр доноров костного мозга — 50 935 потенциальных доноров.
- Южный регистр доноров костного мозга — 8405 потенциальных доноров.
- Сибирский регистр доноров костного мозга — 7057 потенциальных доноров.
- Карельский регистр неродственных доноров гемопоэтических стволовых клеток — 4086 потенциальных доноров.
- Башкирский регистр доноров костного мозга — 3333 потенциальных донора.

### Другие
- Федеральное государственное автономное образовательное учреждение высшего образования «Казанский (Приволжский) федеральный университет» (ФГАОУ ВО «КФУ»)
- Государственное бюджетное учреждение здравоохранения «Республиканский медико-генетический центр» (ГБУЗ «РМГЦ», Уфа)
- Федеральное государственное автономное образовательное учреждение высшего образования «Новосибирский национальный исследовательский государственный университет» (ФГАОУ ВО «НГУ»)
- Государственное автономное учреждение здравоохранения «Республиканский центр крови Министерства здравоохранения Республики Татарстан» (ГАУЗ «РЦК МЗ РТ», Казань)
- Государственное бюджетное учреждение здравоохранения «Республиканская станция переливания крови» (ГБУЗ «РСПК», Уфа)
- Государственное бюджетное учреждение Ростовской области «Станция переливания крови» (ГБУ РО «СПК», Ростов-на-Дону)
- ООО «Независимая лаборатория ИНВИТРО» (ООО «ИНВИТРО»)
- АО «Почта России»
- Государственное автономное учреждение здравоохранения «Детская республиканская клиническая больница Министерства здравоохранения Республики Татарстан» (ГАУЗ «ДРКБ МЗ РТ», Казань)
- Санкт-Петербургское государственное бюджетное учреждение здравоохранения «Городская клиническая больница № 31» (СПб ГБУЗ «ГКБ № 31»)
- Государственное автономное учреждение здравоохранения «Межрегиональный клинико-диагностический центр» (ГАУЗ «МКДЦ», Казань)
- Государственное автономное учреждение здравоохранения «Республиканская киническая больница Министерства здравоохранения Республики Татарстан» (ГАУЗ «РКБ МЗ РТ», Казань)
- Ульяновская областная станция переливания крови
- Центр молекулярной диагностики (CMD) Центрального НИИ эпидемиологии Роспотребнадзора
- «МедЛабЭкспресс»
- «ДНКОМ»
- Республиканская станция переливания крови (Владикавказ, Республика Северная Осетия – Алания)
- Клиника «Мега» (Владикавказ)
- Клиника доказательной медицины «Умка Family» (Ростов-на-Дону)
- Клиника Марии Поповой (Ставрополь)